# Arunachal Pradesh
Arunachal Pradesh (अरुणाचल प्रदेश Aruṇācal Pradeś; kinesisk: 藏南 Zangnan (der betyder Sydtibet) er en af de syv nordøstlige delstater i Indien. Arunachal Pradesh grænser op til delstaterne Assam og Nagaland mod syd. Myanmar ligger mod øst, Bhutan mod vest, mens den tidligere omstridte McMahon linje udgør den ikke gensidigt anerkendte nordgrænse mod Kina. Delstaten har 1.091.117 indbyggere pr. 2001 og udgør 83.743 km². Hovedstaden er Itanagar.
Arunachal Pradesh betyder "Landet med bjergene, der oplyses af morgengryet"  eller "landet hvor solen står op"  ("pradesh" betyder "delstat" eller "region") som en reference til delstatens position som den nordøstligste delstat i Indien. Hverken Kina eller Indien anerkender den aktuelle grænse, der derfor benævnes Line of Actual Control (LAC). Kina hævder at Indien har besat ca. 90.000 km² kinesisk areal, mens Indien på den anden side kræver omkring 38.000 km² af det område (Aksai Chin), som Kina kontrollerer i tilknytning til Kashmir i den vestlige del af Himalaya. Kinesiske kilder anvender normalt den kinesiske betegnelse Zangnan (= Sydtibet) for det indisk kontrollerede Arunachal Pradesh. De to parter har deltaget i møder og forhandlinger omkring en snes gange siden 1980, men indtil videre uden at opnå en endelig aftale. Der vil næppe komme endelig løsning på problemet Arunachal Pradesh uden en samtidig løsning på det tilsvarende problem i Kashmir. 
De fleste personer der bor i Arunachal Pradesh er enten af tibetansk eller Thai-Burmesisk oprindelse. Andre 15% af befolkningen er immigranter, inklusiv 30.000 fra Bangladesh og Chakma tilflyttere, og immigranter fra andre dele af Indien især Assam og Nagaland.